# 584

Het exarchaat Ravenna (oranje) in 584

Het jaar 584 is het 84e jaar in de 6e eeuw volgens de christelijke jaartelling.

## Gebeurtenissen

### Europa
- 27 september - Koning Chilperik I wordt in Chelles tijdens de jacht (in opdracht van zijn vrouw Fredegonde) op zijn landgoed door een edelman neergestoken. Hij heeft het Frankische koninkrijk Neustrië, na een regeerperiode van 23 jaar, uitgebreid van de Schelde in het noorden tot aan de Loire (Aquitanië) in het zuiden.
- Fredegonde vlucht met de koninklijke schat en haar jonge zoon Chlotharius II (pas 4 maanden oud) naar Parijs. Zij overtuigt de Frankische edelen hem als legitieme erfgenaam van Neustrië te erkennen en treedt op als regentes.
- De Longobarden herstellen het koningschap na een interregnum van 10 jaar. Het Longobardische Rijk wordt verenigd onder het bewind van koning Authari (zoon van Cleph), hij vestigt zijn residentie in Pavia (huidige Lombardije).
- Het exarchaat Ravenna wordt gesticht; het omvat de omgeving van Emilia-Romagna (Noord-Italië) en het hertogdom van de Pentapolis (met de vijf steden Rimini, Pesaro, Fano, Senigallia en Ancona), verbonden met Rome.
- De Visigoten onder leiding van koning Leovigild veroveren Sevilla (Andalusië) na bijna een belegering van 2 jaar. De opstandige Hermenegild wordt opgesloten in de gevangenis van Tarragona, Leovigild laat zijn zoon martelen.
- Eboric wordt vermoord en opgevolgd door zijn stiefvader Andeca (r. 584-585) die door de adel wordt uitgeroepen tot koning van de Sueven in Gallaecia (Noord-Spanje).

### Azië
- Keizer Wen Di van de Sui-dynastie bouwt het Grote Kanaal. Voor het transport van goederen (o.a. graan) laat hij op strategische punten silo's (opslagplaatsen) bouwen.

## Geboren
- Chlotharius II, koning van de Franken (overleden 629)
- Edwin, koning van Northumbria (waarschijnlijke datum)
- Omar ibn al-Chattab, Arabisch kalief (overleden 644)
- Paulinus, Italiaans-Engels bisschop (overleden 644)

## Overleden
- 27 september - Chilperik I, koning van Neustrië
- Eboric, koning van de Sueven
- Daniël, Welsh bisschop en heilige
- Maurus, Romeins abt en heilige
- Salvius van Albi, Frans bisschop